# Ciumakî, Peatîhatkî
Ciumakî (în ucraineană Чумаки) este un sat în comuna Saksahan din raionul Peatîhatkî, regiunea Dnipropetrovsk, Ucraina.

## Demografie
Componența lingvistică a localității Ciumakî
     Ucraineană (92,1%)
     Rusă (6,26%)
Conform recensământului din 2001, majoritatea populației localității Ciumakî era vorbitoare de ucraineană (92,1%), existând în minoritate și vorbitori de rusă (6,26%).